# Paraguai na Copa do Mundo FIFA de 2010
A Seleção Paraguaia de Futebol participou pela oitava vez da Copa do Mundo FIFA. A seleção, que viria nesta edição a ter o seu melhor resultado, havia se classificado na terceira colocação das elimitatórias sul-americanos para a Copa do Mundo. Foi sorteado no grupo F, onde enfrentaria a Itália, a Eslováquia, e a Nova Zelândia.
Fez uma primeira fase boa, tendo empatado com a Itália no primeiro jogo (1 x 1), ganho da Eslováquia na segunda partida (2 x 0) e empatado com a Nova Zelândia (0 x 0). O empate com a Itália foi uma surpresa, visto que o placar na partida foi aberto pelo paraguaio Antolín Alcaraz, e a imprevisível vitória paraguaia permaneceu por 24 minutos, até o empate italiano. A vitória sobre a Eslováquia veio facilmente, já assegurada aos 27 minutos com um gol de Enrique Vera e ampliada aos 41 minutos do segundo tempo com Cristian Riveros. Na terceira partida, não houve gols, não comprometendo assim a invencibilidade da Nova Zelândia, que empatara suas outras partidas por 1 a 1, e assim, Roque Santa Cruz foi eleito o melhor jogador em campo.
Nas oitavas-de-final, os paraguaios enfrentaram o Japão, que mostrou-se forte o jogo inteiro, principalmente com as oportunidades criadas pelo atacante Keisuke Honda, mas mesmo assim, arrancou um empate sem gols. A decisão acabou por ir às penalidades, onde o Paraguai venceu pelo placar de 5 x 3, sobre o erro na penalidade cobrada pelo lateral-direito Yūichi Komano. Nas quartas-de-final, enfrentaram a Espanha, que viria a ser campeã do campeonato. A Espanha, que havia passado por Portugal pelo placar de 1 x 0, teve uma penalidade desperdiçada ao decorrer do jogo, porém o Paraguai também teve um pênalti defendido por Casillas. Restando 7 minutos para o final da partida, o artilheiro da Espanha David Villa abriu o placar e desclassificou a Seleção Paraguaia.
Alguns jogadores se destacaram dentre os seus companheiros de equipe, e obtiveram um bom desempenho na Copa em que o Paraguai melhor se classificou. Jogadores esses como: Nelson Valdez, Antolín Alcaraz, Enrique Vera, Roque Santa Cruz, Paulo da Silva e Justo Villar.

## Eliminatórias
Nas eliminatórias sul-americanas para a Copa de 2010, o Paraguai disputou as 4 vagas garantidas e 1 vaga na repescagem com o Brasil, o Chile, a Argentina, o Uruguai, o Equador, a Colômbia, a Venezuela, a Bolívia e o Peru. Terminou classificado na 3ª colocação, com vaga já garantida na competição.

### Tabela de Classificação
| Equipe    | Pts. | J  | V  | E | D  | GP | GC | SG  |
| --------- | ---- | -- | -- | - | -- | -- | -- | --- |
| Brasil    | 34   | 18 | 9  | 7 | 2  | 33 | 11 | 22  |
| Chile     | 33   | 18 | 10 | 3 | 5  | 32 | 22 | 10  |
| Paraguai  | 33   | 18 | 10 | 3 | 5  | 24 | 16 | 8   |
| Argentina | 28   | 18 | 8  | 4 | 6  | 23 | 20 | 3   |
| Uruguai   | 24   | 18 | 6  | 6 | 6  | 28 | 20 | 8   |
| Equador   | 23   | 18 | 6  | 5 | 7  | 22 | 26 | -4  |
| Colômbia  | 23   | 18 | 6  | 5 | 7  | 14 | 18 | -4  |
| Venezuela | 22   | 18 | 6  | 4 | 8  | 23 | 29 | -6  |
| Bolívia   | 15   | 18 | 4  | 3 | 11 | 22 | 36 | -14 |
| Peru      | 13   | 18 | 3  | 4 | 11 | 11 | 34 | -23 |

| L\V       | Argentina | Bolívia | Brasil | Chile | Colômbia | Equador | Paraguai | Peru | Uruguai | Venezuela |
| Argentina |           | 3:0     | 1:3    | 2:0   | 1:0      | 1:1     | 1:1      | 2:1  | 2:1     | 4:0       |
| Bolívia   | 6:1       |         | 2:1    | 0:2   | 0:0      | 1:3     | 4:2      | 3:0  | 2:2     | 0:1       |
| Brasil    | 0:0       | 0:0     |        | 4:2   | 0:0      | 5:0     | 2:1      | 3:0  | 2:1     | 0:0       |
| Chile     | 1:0       | 4:0     | 0:3    |       | 4:0      | 1:0     | 0:3      | 2:0  | 0:0     | 2:2       |
| Colômbia  | 2:1       | 2:0     | 0:0    | 2:4   |          | 2:0     | 0:1      | 1:0  | 0:1     | 1:0       |
| Equador   | 2:0       | 3:1     | 1:1    | 1:0   | 0:0      |         | 1:1      | 5:1  | 1:2     | 0:1       |
| Paraguai  | 1:0       | 1:0     | 2:0    | 0:2   | 0:2      | 5:1     |          | 1:0  | 1:0     | 2:0       |
| Peru      | 1:1       | 1:0     | 1:1    | 1:3   | 1:1      | 1:2     | 0:0      |      | 1:0     | 1:0       |
| Uruguai   | 0:1       | 5:0     | 0:4    | 2:2   | 3:1      | 0:0     | 2:0      | 6:0  |         | 1:1       |
| Venezuela | 0:2       | 5:3     | 0:4    | 2:3   | 2:0      | 3:1     | 1:2      | 3:1  | 2:2     |           |

## Escalação
| Número / Nome  | Número / Nome       | Clube                     | Jogos (gols)1 | Data Nasc.                       | J        | Gols     | Penalizado com cartão amarelo | Expulso  |
| Goleiros       | Goleiros            | Goleiros                  | Goleiros      | Goleiros                         | Goleiros | Goleiros | Goleiros                      | Goleiros |
| -------------- | ------------------- | ------------------------- | ------------- | -------------------------------- | -------- | -------- | ----------------------------- | -------- |
| 1              | Justo Villar        | Real Valladolid CF        | 78 (0)        | 30 de junho de 1977 (47 anos)    | 5        | 0        | 0                             | 0        |
| 12             | Diego Barreto       | C Cerro Porteño           | 4 (0)         | 16 de julho de 1981 (43 anos)    | 0        | 0        | 0                             | 0        |
| 22             | Aldo Bobadilla      | C Olimpia                 | 19 (0)        | 20 de abril de 1976 (48 anos)    | 0        | 0        | 0                             | 0        |
| Defensores     |                     |                           |               |                                  |          |          |                               |          |
| 2              | Darío Verón         | Pumas UNAM                | 30 (0)        | 26 de junho de 1979 (45 anos)    | 1        | 0        | 0                             | 0        |
| 3              | Claudio Morel       | D La Coruña               | 33 (0)        | 2 de fevereiro de 1978 (47 anos) | 5        | 0        | 1                             | 0        |
| 4              | Denis Caniza        | Club León                 | 99 (1)        | 29 de agosto de 1974 (50 anos)   | 1        | 0        | 0                             | 0        |
| 5              | Julio César Cáceres | Atlético-MG               | 63 (2)        | 5 de outubro de 1979 (45 anos)   | 2        | 0        | 1                             | 0        |
| 6              | Carlos Bonet        | C Libertad                | 67 (1)        | 2 de outubro de 1977 (47 anos)   | 3        | 0        | 0                             | 0        |
| 14             | Paulo da Silva      | Real Zaragoza             | 76 (2)        | 1 de fevereiro de 1980 (45 anos) | 5        | 0        | 0                             | 0        |
| 17             | Aureliano Torres    | CA San Lorenzo de Almagro | 30 (2)        | 16 de junho de 1982 (42 anos)    | 2        | 0        | 0                             | 0        |
| 21             | Antolín Alcaraz     | Wigan Athletic FC         | 10 (1)        | 30 de julho de 1982 (42 anos)    | 4        | 1        | 1                             | 0        |
| Meio-campistas |                     |                           |               |                                  |          |          |                               |          |
| 8              | Édgar Barreto       | Atalanta BC               | 51 (2)        | 15 de julho de 1984 (40 anos)    | 3        | 0        | 0                             | 0        |
| 11             | Jonathan Santana    | CA San Lorenzo de Almagro | 24 (0)        | 19 de outubro de 1981 (43 anos)  | 2        | 0        | 1                             | 0        |
| 13             | Enrique Vera        | LDU Quito                 | 34 (3)        | 10 de março de 1979 (46 anos)    | 5        | 1        | 1                             | 0        |
| 15             | Víctor Cáceres      | C Libertad                | 31 (0)        | 25 de março de 1985 (39 anos)    | 3        | 0        | 2                             | 0        |
| 16             | Cristian Riveros    | Sunderland AFC            | 54 (9)        | 16 de outubro de 1982 (42 anos)  | 5        | 1        | 1                             | 0        |
| 20             | Néstor Ortigoza     | AA Argentinos Juniors     | 7 (0)         | 7 de outubro de 1984 (40 anos)   | 1        | 0        | 0                             | 0        |
| Atacantes      |                     |                           |               |                                  |          |          |                               |          |
| 7              | Óscar Cardozo       | SL Benfica                | 34 (4)        | 20 de maio de 1983 (41 anos)     | 5        | 0        | 0                             | 0        |
| 9              | Roque Santa Cruz    | Blackburn Rovers FC       | 75 (21)       | 16 de agosto de 1981 (43 anos)   | 5        | 0        | 1                             | 0        |
| 10             | Édgar Benítez       | Pachuca CF                | 15 (1)        | 8 de novembro de 1987 (37 anos)  | 2        | 0        | 0                             | 0        |
| 18             | Nelson Valdez       | Hércules CF               | 43 (9)        | 28 de novembro de 1983 (41 anos) | 5        | 0        | 0                             | 0        |
| 19             | Lucas Barrios       | BV Borussia Dortmund      | 8 (3)         | 13 de novembro de 1984 (40 anos) | 5        | 0        | 0                             | 0        |
| 23             | Rodolfo Gamarra     | C Libertad                | 3 (0)         | 10 de dezembro de 1988 (36 anos) | 0        | 0        | 0                             | 0        |
| Treinador      |                     |                           |               |                                  |          |          |                               |          |
|                | Gerardo Martino     |                           |               | 20 de novembro de 1962 (62 anos) |          |          |                               |          |

Nota:
- 1 O número de jogos e gols se referem aos jogos pela seleção até 3 de julho de 2010.

## Primeira fase
| Pos | Equipe        | Pts | J | V | E | D | GP | GC | SG | Classificado      |
| --- | ------------- | --- | - | - | - | - | -- | -- | -- | ----------------- |
| 1   | Paraguai      | 5   | 3 | 1 | 2 | 0 | 3  | 1  | +2 | Fase eliminatória |
| 2   | Eslováquia    | 4   | 3 | 1 | 1 | 1 | 4  | 5  | −1 | Fase eliminatória |
| 3   | Nova Zelândia | 3   | 3 | 0 | 3 | 0 | 2  | 2  | 0  | Eliminado         |
| 4   | Itália        | 2   | 3 | 0 | 2 | 1 | 4  | 5  | −1 | Eliminado         |

### Itália – Paraguai
| 14 de junho | Itália       | 1 – 1     | Paraguai    | Green Point Stadium, Cidade do Cabo           |
| 20:30       | De Rossi 63' | Relatório | Alcaraz 39' | Público: 62 869 Árbitro: MEX Benito Archundia |

| Itália | Paraguai |

| G              | 1  | Gianluigi Buffon   |     | 46' |
| LD             | 19 | Gianluca Zambrotta |     |     |
| Z              | 5  | Fabio Cannavaro    |     |     |
| Z              | 4  | Giorgio Chiellini  |     |     |
| LE             | 3  | Domenico Criscito  |     |     |
| V              | 6  | Daniele De Rossi   |     |     |
| V              | 15 | Claudio Marchisio  |     | 59' |
| V              | 22 | Riccardo Montolivo |     |     |
| M              | 7  | Simone Pepe        |     |     |
| A              | 9  | Vincenzo Iaquinta  |     |     |
| A              | 11 | Alberto Gilardino  |     | 72' |
| Substituições: |    |                    |     |     |
| G              | 12 | Federico Marchetti |     | 46' |
| M              | 16 | Mauro Camoranesi   | 70' | 59' |
| A              | 10 | Antonio Di Natale  |     | 72' |
| Treinador:     |    |                    |     |     |
| Marcello Lippi |    |                    |     |     |

| G               | 1  | Justo Villar     |     |     |
| LD              | 6  | Carlos Bonet     |     |     |
| Z               | 14 | Paulo da Silva   |     |     |
| Z               | 21 | Antolín Alcaraz  |     |     |
| LE              | 3  | Claudio Morel    |     |     |
| V               | 13 | Enrique Vera     |     |     |
| V               | 15 | Víctor Cáceres   | 62' |     |
| M               | 16 | Cristian Riveros |     |     |
| M               | 17 | Aureliano Torres |     | 60' |
| A               | 18 | Nelson Valdez    |     | 68' |
| A               | 19 | Lucas Barrios    |     | 76' |
| Substituições:  |    |                  |     |     |
| V               | 11 | Jonathan Santana |     | 60' |
| A               | 7  | Óscar Cardozo    |     | 76' |
| A               | 9  | Roque Santa Cruz |     | 68' |
| Treinador:      |    |                  |     |     |
| Gerardo Martino |    |                  |     |     |

Homem da partida
- Antolín Alcaraz

### Eslováquia – Paraguai
| 20 de junho | Eslováquia | 0 – 2     | Paraguai               | Free State Stadium, Bloemfontein          |
| 13:30       |            | Relatório | Vera 27' · Riveros 86' | Público: 26 643 Árbitro: SEY Eddy Maillet |

| Eslováquia | Paraguai |

| G              | 1  | Ján Mucha        |     |     |
| LD             | 2  | Peter Pekarík    |     |     |
| Z              | 3  | Martin Škrtel    |     |     |
| Z              | 21 | Kornel Saláta    |     | 83' |
| LE             | 16 | Ján Ďurica       | 42' |     |
| V              | 6  | Zdeno Štrba      |     |     |
| V              | 17 | Marek Hamšík     |     |     |
| M              | 9  | Stanislav Šesták | 47' | 70' |
| M              | 7  | Vladimír Weiss   | 84' |     |
| A              | 8  | Ján Kozák        |     |     |
| A              | 11 | Róbert Vittek    |     |     |
| Substituições: |    |                  |     |     |
| A              | 13 | Filip Hološko    |     | 70' |
| M              | 15 | Miroslav Stoch   |     | 83' |
| Treinador:     |    |                  |     |     |
| Vladimír Weiss |    |                  |     |     |

| G               | 1  | Justo Villar     |     |     |
| LD              | 6  | Carlos Bonet     |     |     |
| Z               | 14 | Paulo da Silva   |     |     |
| Z               | 21 | Antolín Alcaraz  |     |     |
| LE              | 3  | Claudio Morel    |     |     |
| V               | 15 | Víctor Cáceres   |     |     |
| M               | 13 | Enrique Vera     | 45' | 88' |
| M               | 16 | Cristian Riveros |     |     |
| M               | 18 | Nelson Valdez    |     | 68' |
| A               | 9  | Roque Santa Cruz |     |     |
| A               | 19 | Lucas Barrios    |     | 82' |
| Substituições:  |    |                  |     |     |
| Z               | 17 | Aureliano Torres |     | 68' |
| A               | 7  | Óscar Cardozo    |     | 82' |
| M               | 8  | Édgar Barreto    |     | 88' |
| Treinador:      |    |                  |     |     |
| Gerardo Martino |    |                  |     |     |

Homem da partida
- Enrique Vera

### Paraguai – Nova Zelândia
| 24 de junho | Paraguai | 0 – 0     | Nova Zelândia | Peter Mokaba Stadium, Polokwane               |
| 16:00       |          | Relatório |               | Público: 34 850 Árbitro: JPN Yuichi Nishimura |

| Paraguai | Nova Zelândia |

| G               | 1  | Justo Villar     |     |     |
| LD              | 4  | Denis Caniza     |     |     |
| Z               | 5  | Julio Cáceres    |     |     |
| Z               | 14 | Paulo da Silva   |     |     |
| LE              | 3  | Claudio Morel    |     |     |
| V               | 15 | Víctor Cáceres   | 10' |     |
| M               | 16 | Cristian Riveros |     |     |
| M               | 13 | Enrique Vera     |     |     |
| A               | 9  | Roque Santa Cruz | 41' |     |
| A               | 18 | Nelson Valdez    |     | 67' |
| A               | 7  | Óscar Cardozo    |     | 66' |
| Substituições:  |    |                  |     |     |
| A               | 19 | Lucas Barrios    |     | 66' |
| A               | 10 | Édgar Benítez    |     | 67' |
| Treinador:      |    |                  |     |     |
| Gerardo Martino |    |                  |     |     |

| G              | 1  | Mark Paston    |     |     |
| LD             | 4  | Winston Reid   |     |     |
| Z              | 6  | Ryan Nelsen    | 56' |     |
| LE             | 19 | Tommy Smith    |     |     |
| V              | 7  | Simon Elliott  |     |     |
| V              | 5  | Ivan Vicelich  |     |     |
| M              | 3  | Tony Lochhead  |     |     |
| M              | 11 | Leo Bertos     |     |     |
| A              | 10 | Chris Killen   |     | 79' |
| A              | 9  | Shane Smeltz   |     |     |
| A              | 14 | Rory Fallon    |     | 69' |
| Substituições: |    |                |     |     |
| A              | 20 | Chris Wood     |     | 69' |
| A              | 22 | Jeremy Brockie |     | 79' |
| Treinador:     |    |                |     |     |
| Ricki Herbert  |    |                |     |     |

Homem da partida
- Roque Santa Cruz

## Segunda Fase

### Oitavas de final
Paraguai – Japão
| 29 de junho | Paraguai | 0 – 0 (pro) | Japão | Loftus Versfeld Stadium, Pretória               |
| 16:00       |          | Relatório   |       | Público: 36 742 Árbitro: BEL Frank De Bleeckere |

|                                        |       | Penalidades              |  |
| Barreto Barrios Riveros Valdez Cardozo | 5 – 3 | Endō Hasebe Komano Honda |  |

| Paraguai | Japão |

| G               | 1  | Justo Villar     |      |     |
| LD              | 6  | Carlos Bonet     |      |     |
| Z               | 14 | Paulo da Silva   |      |     |
| Z               | 21 | Antolín Alcaraz  |      |     |
| LE              | 3  | Claudio Morel    |      |     |
| V               | 13 | Enrique Vera     |      |     |
| V               | 20 | Néstor Ortigoza  |      | 75' |
| M               | 9  | Roque Santa Cruz |      | 94' |
| M               | 10 | Édgar Benítez    |      | 60' |
| M               | 16 | Cristian Riveros | 118' |     |
| A               | 19 | Lucas Barrios    |      |     |
| Substituições:  |    |                  |      |     |
| M               | 8  | Édgar Barreto    |      | 75' |
| A               | 7  | Óscar Cardozo    |      | 94' |
| A               | 18 | Nelson Valdez    |      | 60' |
| Treinador:      |    |                  |      |     |
| Gerardo Martino |    |                  |      |     |

| G              | 21 | Eiji Kawashima      |       |      |
| LD             | 3  | Yūichi Komano       |       |      |
| Z              | 22 | Yuji Nakazawa       |       |      |
| Z              | 4  | Marcus Tulio Tanaka |       |      |
| LE             | 5  | Yuto Nagatomo       | 72'   |      |
| V              | 2  | Yuki Abe            |       | 81'  |
| V              | 7  | Yasuhito Endō       | 114'  |      |
| V              | 8  | Daisuke Matsui      | 58'   | 65'  |
| M              | 16 | Yoshito Ōkubo       |       | 106' |
| M              | 17 | Makoto Hasebe       |       |      |
| A              | 18 | Keisuke Honda       | 90+3' |      |
| Substituições: |    |                     |       |      |
| M              | 11 | Keiji Tamada        |       | 106' |
| M              | 14 | Kengo Nakamura      |       | 81'  |
| A              | 9  | Shinji Okazaki      |       | 65'  |
| Treinador:     |    |                     |       |      |
| Takeshi Okada  |    |                     |       |      |

Homem da partida
- Keisuke Honda

### Quartas de final
Paraguai – Espanha
| 3 de Julho | Paraguai | 0 – 1     | Espanha   | Ellis Park Stadium, Joanesburgo            |
| 20:30      |          | Relatório | Villa 83' | Público: 55 359 Árbitro: GUA Carlos Batres |

| Paraguai | Espanha |

| G               | 1  | Justo Villar     |     |     |
| LD              | 2  | Darío Verón      |     |     |
| Z               | 14 | Paulo da Silva   |     |     |
| Z               | 21 | Antolín Alcaraz  | 59' |     |
| LE              | 3  | Claudio Morel    | 71' |     |
| V               | 11 | Jonathan Santana | 88' |     |
| V               | 15 | Víctor Cáceres   | 59' | 84' |
| M               | 8  | Édgar Barreto    |     | 64' |
| M               | 16 | Cristian Riveros |     |     |
| A               | 7  | Óscar Cardozo    |     |     |
| A               | 18 | Nelson Valdez    |     | 72' |
| Substituições:  |    |                  |     |     |
| V               | 13 | Enrique Vera     |     | 64' |
| A               | 9  | Roque Santa Cruz |     | 72' |
| A               | 19 | Lucas Barrios    |     | 84' |
| Treinador:      |    |                  |     |     |
| Gerardo Martino |    |                  |     |     |

| G                  | 1  | Iker Casillas   |     |     |
| LD                 | 15 | Sergio Ramos    |     |     |
| Z                  | 3  | Gerard Piqué    | 57' |     |
| Z                  | 5  | Carles Puyol    |     | 84' |
| LE                 | 11 | Joan Capdevila  |     |     |
| V                  | 14 | Xabi Alonso     |     | 75' |
| V                  | 16 | Sergio Busquets | 63' |     |
| M                  | 6  | Andrés Iniesta  |     |     |
| M                  | 8  | Xavi            |     |     |
| A                  | 7  | David Villa     |     |     |
| A                  | 9  | Fernando Torres |     | 56' |
| Substituições:     |    |                 |     |     |
| V                  | 4  | Carlos Marchena |     | 84' |
| M                  | 10 | Cesc Fàbregas   |     | 56' |
| A                  | 18 | Pedro           |     | 75' |
| Treinador:         |    |                 |     |     |
| Vicente del Bosque |    |                 |     |     |

Homem da partida
- Andrés Iniesta